# عزوز الشناوي
عزوز الشناوي ( - بن عروس, 5 جويلية 2013) ممثل كوميدي تونسي شارك في العديدي من الأعمال الدرامية التونسية.
توفي عزوز الشناوي في 5 جويلية 2013 على خلفية تعرضه لحادث مرور صحبة الممثل منجي الشارد وأصيب بكسور في الجمجمة والظهر أدت إلى وفاته بمستشفى بن عروس.

## روابط خارجية
- عزوز الشناوي على موقع IMDb (الإنجليزية)
- عزوز الشناوي على موقع قاعدة بيانات الأفلام العربية